# 新亞歷山德里夫卡 (羅茲迪利納區)

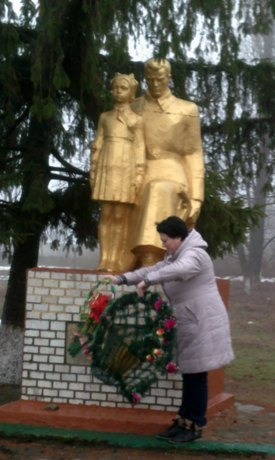
英雄纪念碑

47°7′19″N 29°33′44″E / 47.12194°N 29.56222°E
新亞歷山德里夫卡（烏克蘭語：Новоолександрівка）是位於烏克蘭西南部的村莊，由敖德萨州羅茲迪利納區的大米哈伊利夫卡市鎮負責管轄。該村始建於1861年，面積1.18平方公里，海拔高度174米，2001年人口446，人口密度每平方公里377.97人。